# 楊家誠

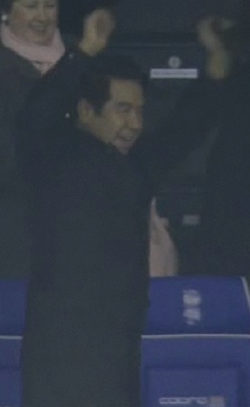
楊家誠

楊家誠（英語：Carson Yeung；1960年2月27日—），香港商人，伯明翰環球控股（前稱泓鋒國際）前董事會主席，亦是英格蘭足球冠軍聯賽球會伯明翰的前單一最大股東，以及澳門希臘神話娛樂場股東。

## 生平
楊家誠1960年在香港出生。在1977年，以年僅18歲之齡隻身遠赴倫敦工作3年，到了1980年返回香港。
1989年，楊家誠到廣東省東莞市，從事不正當骨場舞廳等開發工作。
之後轉任職髮型師，早年曾任職於城中名媛愛光顧的Le Salon。1994年，在尖沙嘴帝苑酒店開設名為「 Vanity 」的髮型屋，其後在新世界酒店（後改稱九龍萬麗酒店，遺址位於現時的K11 MUSEA）開設分店，專做遊客及熟客生意，傳聞會經常親身落場向闊太提供性服務。
1997年，楊家誠在澳門炒細價股致富，開始賺得第一桶金，並且以江湖人物提供之黑金，投資於博彩業，曾是澳門希臘神話娛樂場股東之一。
2005年，楊家誠曾出任香港流浪足球會主席，被教練巴貝利指其干預排陣憤而辭職。
曾經嘗試收購英格蘭足球冠軍聯賽球隊錫周三，以及當時仍是英格蘭足球超級聯賽球隊雷丁，惟均失敗告終。
2007年，楊家誠入股泓鋒國際(2309)，並且擔任董事會主席，公司於開曼群島註冊，2002年於香港聯交所上市，主要業務為提供服裝採購以及運動服裝及服飾貿易。
2007年6月29日，透過旗下上市公司泓鋒國際，斥資5495萬英鎊，向多名獨立人士買入伯明翰足球會49.9%股權，成為球會單一最大股東。不過，因為一直未能向伯明翰提出全面收購，伯明翰足球會主席蘇利文宣布終止全面收購談判。
2009年8月21日，宣佈透過旗下市公司泓鋒國際，提出以5,712.9萬英鎊，全面收購伯明翰，作價每股100便士，比前一日收市價64.5便士，有55%溢價，並先付出300萬英鎊保證金以示收購誠意。泓鋒國際其後易名為伯明翰環球控股。
2011年2月英格蘭聯賽盃決賽，伯明翰以2－1爆冷擊敗阿仙奴，奪得冠軍，楊家誠成為首位奪得英格蘭聯賽盃的華人班主。
2011年5月22日於英格蘭足球超級聯賽最後一輪賽事，以1－2不敵熱刺，寓告護級失敗，來屆將要降落英格蘭足球冠軍聯賽作賽。楊家誠旗下的上市公司伯明翰環球控股翌日發出盈利預警，股價急跌八成，收市報報0.094元。
2011年6月29日，楊家誠因涉嫌洗黑錢，遭香港警方拘捕，6月30日於東區法院提堂，案件轉介區域法院審理。區域法院於同年12月7日預審，楊家誠透過代表律師表示會認罪。
由於楊家誠在2010年將其山頂白加道豪宅按予永亨銀行以借款五千萬元一事，永亨指他由2011年中起沒有還款，入稟高等法院申請收屋。案件在2012年6月4日於高等法院聆訊，聆案官聽取雙方陳詞後接納永亨申請，下令要楊清還所有餘款及利息及將物業交予永亨處理。由於現時涉案物業除楊家誠及其母居住外，楊妻及兩名年僅6個月及18個月的年幼子女亦居於上址，因此楊的辯護律師要求法庭延長交屋時限。聆案官接納要求，給予56日期限讓楊氏一家遷出上址才交屋。
2014年3月3日，楊家誠被裁定洗黑錢7.2億港元罪成，還柙至周五判刑，最高可被判入獄7年，控方亦將申請充公他懷疑涉案黑錢的4億資產。2014年3月7日，楊家誠因洗黑錢7.2億元罪成而被判囚6年。
2015年8月14日，楊家誠獲終審法院批出許可就洗黑錢一案進行上訴，兼准許他以700萬港元現金及600萬港元人事擔保保釋，暫時告別牢獄生涯。2016年7月11日，終審法院駁回楊家誠的上訴，他隨即被囚車押走，返回監獄服刑。
上訴至終審法院失敗後，控方申請充公案中7.2億港元款項，楊家誠就此充公令提出擱置申請被拒絕。2018年12月10日控辯雙方在區域法院達協議，區院頒下充公令，楊家誠需在12個月內清繳逾7億港元，如未能在限期內清繳，則可能會面臨10年刑期監禁。
2019年1月26日，楊家誠刑滿出獄。